# Mesasippus fuscovittatus
Mesasippus fuscovittatus är en insektsart som först beskrevs av Yu S. Tarbinsky 1927.  Mesasippus fuscovittatus ingår i släktet Mesasippus och familjen gräshoppor. Inga underarter finns listade i Catalogue of Life.